# SET 타이완 평일 밤 8시 드라마
SET 타이완 평일 밤 8시 드라마(중국어: 三立台灣台平日八點檔連續劇)는 SET 타이완에서 2000년 5월 22일부터 방송되었던 드라마 프로그램이었다.

## 개요
연속극 드라마 형식으로 방송되었다.

## 방송 시간
| 방송 채널  | 방송 기간                                                                 | 방송 시간                    |
| ---------- | ------------------------------------------------------------------------- | ---------------------------- |
| SET 타이완 | 2000년 5월 22일 ~ 2002년 3월 29일                                         | 매주 평일 밤 8시 ~ 9시       |
| SET 타이완 | 2000년 8월 8일 2000년 10월 26일 2001년 2월 21일                           | 매주 평일 밤 8시 ~ 8시 15분  |
| SET 타이완 | 2001년 11월 1일 ~ 12월 31일 2002년 4월 1일 ~ 2003년 2월 28일              | 매주 평일 밤 8시 ~ 9시 15분  |
| SET 타이완 | 2003년 3월 3일 ~ 2004년 ? 2007년 2월 19일 ~ 2월 23일                      | 매주 평일 밤 8시 ~ 9시 30분  |
| SET 타이완 | 2004년 ? ~ 2005년 6월 21일                                                | 매주 평일 밤 8시 ~ 9시 35분  |
| SET 타이완 | 2005년 6월 22일 ~ 2006년 8월 16일                                         | 매주 평일 밤 8시 ~ 9시 40분  |
| SET 타이완 | 2006년 8월 16일 ~ 2007년 10월 26일                                        | 매주 평일 밤 8시 ~ 9시 45분  |
| SET 타이완 | 2006년 9월 28일 2007년 8월 1일 ~ 8월 31일 2008년 9월 29일~2009년 6월 26일 | 매주 평일 밤 8시 ~ 10분      |
| SET 타이완 | 2007년 10월 29일 ~ 2007년 6월 24일                                        | 매주 평일 밤 8시 ~ 10시 10분 |
| SET 타이완 | 2008년 5월 21일 2009년 9월 2일 ~ 2010년 11월 10일                         | 매주 평일 밤 8시 ~ 10시 15분 |
| SET 타이완 | 2008년 6월 25일 ~ 2009년 9월 2일                                          | 매주 평일 밤 8시 ~ 10시 8분  |

## 프로그램 리스트

### 2000년대
- 《아편여안진》: 2000년 5월 22일~8월 8일
- 《반완과일생》: 2000년 8월 8일~10월 26일
- 《구지신랑》: 2000년 10월 26일~2001년 2월 21일
- 《대만아성》: 2001년 2월 21일~2002년 1월 29일
- 《부군천행루》: 2002년 1월 29일~2002년 6월 19일
- 《대만벽력화》: 2002년 6월 19일~2003년 7월 22일
- 《천지유정》: 2003년 7월 22일~2004년 2월 24일
- 《대만용권풍》: 2004년 2월 24일~2005년 6월 22일
- 《금색마천륜》: 2005년 6월 22일~2006년 8월 16일
- 《천하제일미》: 2006년 8월 16일~2007년 9월 19일
- 《아일정요성공》: 2007년 9월 19일~2008년 6월 25일
- 《진정만천하》: 2008년 6월 25일~2009년 9월 2일
- 《천하부모심》: 2009년 9월 2일~2010년 11월 10일

### 2010년대
- 《가화만사흥》: 2010년 11월 10일~2011년 11월 30일
- 《견수》: 2011년 11월 29일~2012년 11월 21일
- 《천하여인심》: 2012년 11월 21일~2013년 11월 21일
- 《세간정》: 2013년 11월 21일~2015년 7월 28일
- 《감미인생》: 2015년 7월 28일~2017년 6월 14일
- 《일가인》: 2017년 6월 14일~2018년 1월 9일
- 《김가호식부》: 2018년 1월 9일~2018년 12월 26일
- 《포자성》: 2018년 12월 26일~2020년 8월 5일

### 2020년대
- 《천지교녀》: 2020년 8월 5일~2022년 3월 9일
- 《일가단원》: 2022년 3월 9일~2023년 5월 3일
- 《천도》: 2023년 5월 3일~2024년 7월 10일
- 《원망》: 2024년 7월 10일~2025년 8월 27일
- 《백미인생》: 2025년 8월 27일~

## 같이 보기
- KBS 1TV 일일 드라마
- KBS 2TV 일일 드라마
- MBC 일일 드라마
- SBS 일일 드라마